# Ильвес, Индрек
Индрек Ильвес (эст. Indrek Ilves; 27 апреля 1990, Вильянди) — эстонский футболист, защитник и нападающий, тренер.

## Биография
Воспитанник клуба «Тулевик» (Вильянди). На старте взрослой карьеры не смог пробиться в профессиональный футбол и после короткого периода в дубле «Тулевика» перешёл в клуб третьего дивизиона Эстонии «Коткад» (Вильянди). Летом 2011 года вернулся в «Тулевик», который тогда по организационным причинам был переведён в третий дивизион, и стал игроком основного состава. Со временем вместе с клубом поднялся в высшую лигу. В конце сезона 2014 года в переходных матчах против «Локомотива» Йыхви забил решающий гол, позволивший клубу повыситься в классе. Дебютный матч в элитном дивизионе сыграл 7 марта 2015 года против «Флоры», а первые голы забил 21 марта 2015 года, сделав дубль в матче с «Нымме Калью» (2:6). В 2016 году стал победителем первой лиги и вошёл в десятку лучших бомбардиров с 13 голами. С 2017 года вместе с клубом снова играл в высшей лиге, в 2017—2018 годах был капитаном команды. По окончании сезона 2019 года завершил профессиональные выступления, но продолжал изредка выходить за резервные команды «Тулевика».
Всего сыграл за «Тулевик» 221 матч и забил 42 гола во всех лигах чемпионата Эстонии (без учёта переходных игр), из них 109 матчей и 14 голов — в высшем дивизионе.
В 2021 году тренировал «Тулевик-3» (U19). В 2022 году назначен главным тренером основной команды «Тулевика», выступавшей в первой лиге. В первом сезоне клуб занял предпоследнее место и вылетел в Первую лигу Б (третий дивизион). Ильвес продолжал возглавлять клуб до августа 2024 года, когда был переведён обратно на пост тренера третьего состава. Имеет тренерскую лицензию «А».